# Visconde da Ribeira Brava
Visconde da Ribeira Brava é um título nobiliárquico criado por D. Luís I de Portugal, por Decreto de 4 de Maio de 1871, em favor de Francisco Correia de Herédia.
Titulares
1. Francisco Correia de Herédia, 1.° Visconde da Ribeira Brava.